# Sunbury (Pennsylvania)
Sunbury is een plaats (city) in de Amerikaanse staat Pennsylvania, en valt bestuurlijk gezien onder Northumberland County.

## Demografie
Bij de volkstelling in 2000 werd het aantal inwoners vastgesteld op 10.610.
In 2006 is het aantal inwoners door het United States Census Bureau geschat op 9944, een daling van 666 (-6.3%).

## Geografie
Volgens het United States Census Bureau beslaat de plaats een oppervlakte van
5,6 km², waarvan 5,5 km² land en 0,1 km² water. Sunbury ligt op ongeveer 142 m boven zeeniveau.

## Plaatsen in de nabije omgeving
De onderstaande figuur toont nabijgelegen plaatsen in een straal van 12 km rond Sunbury.